# Le Grillon enragé
Le Grillon enragé est le treizième roman policier de Jean Amila paru dans la collection Série noire avec le numéro 1334 en 1970.

## Résumé
Après avoir échoué pour être mercenaire en Afrique, Éric Grimont, vingt-trois ans, se retrouve à Paris pendant les évènements de mai 1968. Il participe aux manifestations en brandissant le drapeau noir. Blessé par la police, il est recueilli et soigné par Vonette, étudiante infirmière.
Il est contacté par un M. Michel qui connaît son passé de mercenaire raté et qui lui propose de travailler pour lui. Ayant accepté, Éric se retrouve en Sardaigne, bientôt rejoint par Vonette amoureuse, à surveiller Luigi Arnelli et sa compagne française. Mais Éric et Luigi font connaissance et sympathisent. La compagne de Luigi lui révèle que M. Michel est un colonel du SDECE et un de ses anciens amants jaloux d’avoir été évincé.
Lorsque Luigi est retrouvé noyé, assassiné par un homme du SDECE, Éric est furieux d’avoir été manipulé et veut tuer le colonel…

## Édition
Le roman est publié dans la Série noire avec le numéro 1334 en 1970. Il n’a jamais été réédité.

## Sources
- Polar revue trimestrielle no 16, octobre 1995
- Claude Mesplède, Les Années Série Noire vol.3 (1966-1972), page 195, Encrage « Travaux » no 22, 1994
- Jean Amila, fin 60 début 70